# إيالة دمشق
إيالة دمشق أو إيالة الشام (بالتركية العثمانية: ایالت شام)‏) إيالة عثمانية كانت تضم منطقة جنوب سوريا العثمانية من بيروت إلى خليج العقبة. وقت إنشائها عام 1609، كانت تحدها إيالة الرقة من الشمال الشرقي وإيالة طرابلس الشام من الشمال الغربي وإيالة مصر من الجنوب.
كانت مساحتها المذكورة في القرن التاسع عشر 51,900 كيلومتر مربع (20,020 ميل2). أصبحت إيالة بعد أن أخذها العثمانيون من المماليك عقب النزاع العثماني المملوكي (1516–1517) . جانبردي الغزالي، أ الخائن المملوكي، أصبح أول بكلربك دمشق. كانت إيالة دمشق واحدة من أولى الولايات العثمانية التي أصبحت ولاية بعد الإصلاح الإداري في عام 1865، وبحلول عام 1867 أصبحت تم إصلاحها لتصبح ولاية سوريا.

## الولاية الإقليمية
الإمبراطورية العثمانية غزت سوريا من المماليك بعد معركة مرج دابق في أغسطس 1516 ودفعت تعهدات الولاء اللاحقة للسلطان العثماني سليم الأول، في دمشق من قبل وفود من الأعيان من جميع أنحاء سوريا. أسس العثمانيون دمشق كمركز لـ إيالة (أي محافظة عثمانية) تتألف أراضيها من ممالك (محافظات المماليك) في دمشق، حماة، طرابلس، صفد والكرك. أصبحت مملكة حلب، التي غطت جزء كبير من شمال سوريا، إيالة حلب. لبضعة أشهر في عام 1521، تم فصل طرابلس ومنطقتها عن إيالة دمشق، ولكن بعد عام 1579، أصبحت إيالة طرابلس الشام محافظة خاصة بها بشكل دائم.
في نهاية القرن السادس عشر، تم تقسيم إيالة دمشق إداريا إلى سنجق (مناطق) من تدمر، صفد، اللجون، سنجق عجلون، سنجق نابلس، سنجق القدس،[محل شك] سنجق غزة وسنجق الكرك، بالإضافة إلى مدينة دمشق وضواحيها. كان هناك أيضًا سنجق صيدا-بيروت، على الرغم من أنه طوال أواخر القرن السادس عشر، كان يتم تبادل الأيدي بشكل متكرر بين إيالات دمشق وإيالات دمشق. طرابلس. لفترة وجيزة في عام 1614، ثم بشكل دائم بعد عام 1660، تم فصل سنجق صيدا-بيروت وصفد عن دمشق لتشكيل إيالة صيدا. استمرت هذه التقسيمات الإدارية إلى حد كبير مع تغييرات طفيفة نسبيًا حتى منتصف القرن التاسع عشر.

## السناجق

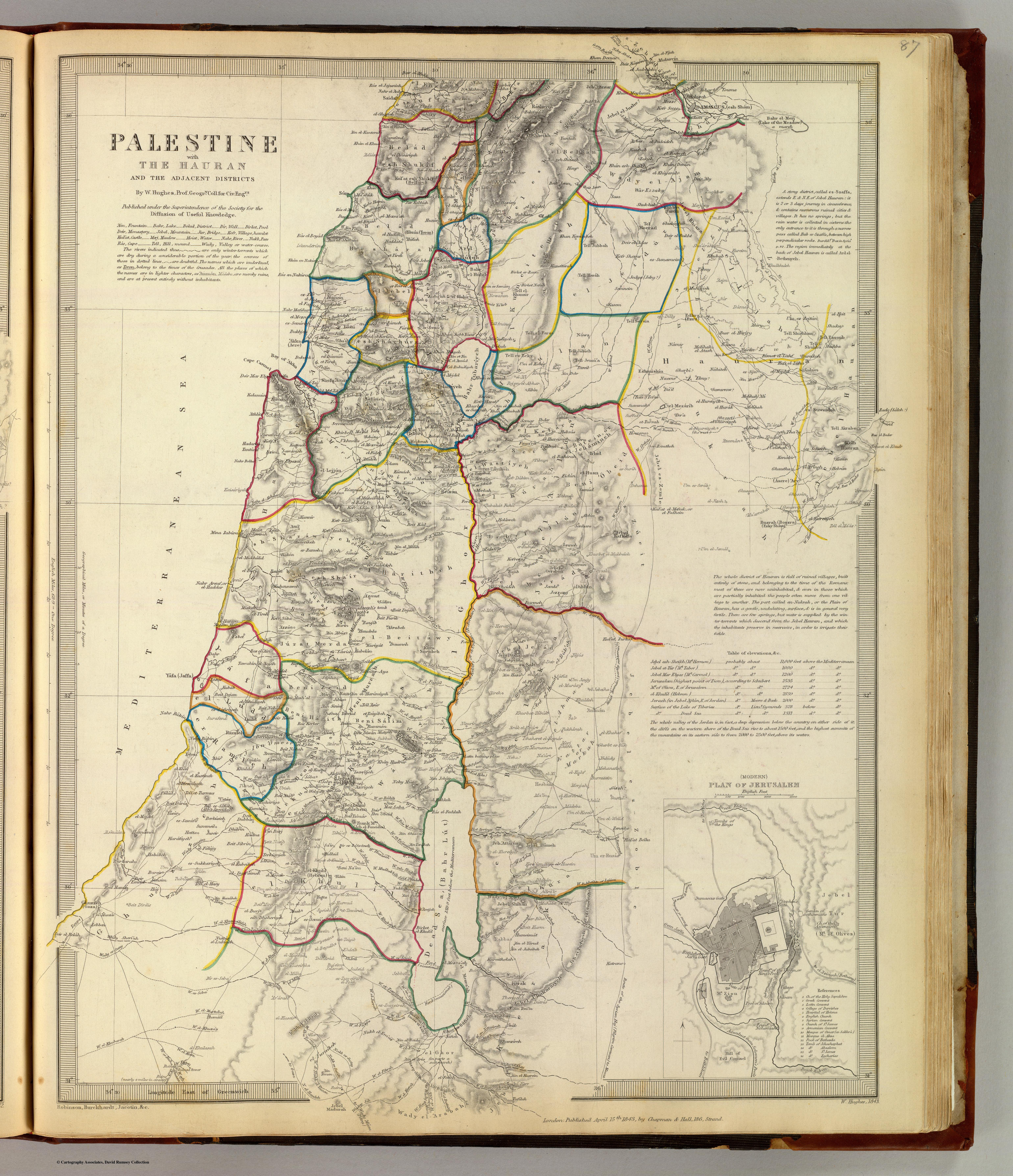
فلسطين مع حوران والمناطق المجاورة لها، ويليام هيوز، 1843

في القرن السابع عشر شملت الإيالة ثمانية سناجق تدفع الضرائب وثلاثة أخرى تستلم المساعدات.

### السناجق التي كانت تدفع الضرائب
- سنجق البقاع
- سنجق صفد
- سنجق عجلون
- سنجق غزة
- سنجق الكرك
- سنجق القدس
- سنجق اللجون
- سنجق نابلس

### السناجق التي كانت تستلم المساعدات
- سنجق بيروت
- سنجق تدمر
- سنجق صيدا

## انظر ايضا
- متصرفية القدس
- ولاية سوريا
- قائمة إيالات الدولة العثمانية